# Скот (Охајо)
Скот (енгл. Scott) град је у америчкој савезној држави Охајо.

## Демографија
По попису из 2010. године број становника је 286, што је 36 (-11,2%) становника мање него 2000. године.
| Група             | 2000.       | 2010.       |
| Белци             | 306 (95,0%) | 282 (98,6%) |
| Афроамериканци    | 9 (2,8%)    | 0 (0,0%)    |
| Азијати           | 0 (0,0%)    | 0 (0,0%)    |
| Хиспаноамериканци | 6 (1,9%)    | 2 (0,7%)    |
| Укупно            | 322         | 286         |